# Paleontologia

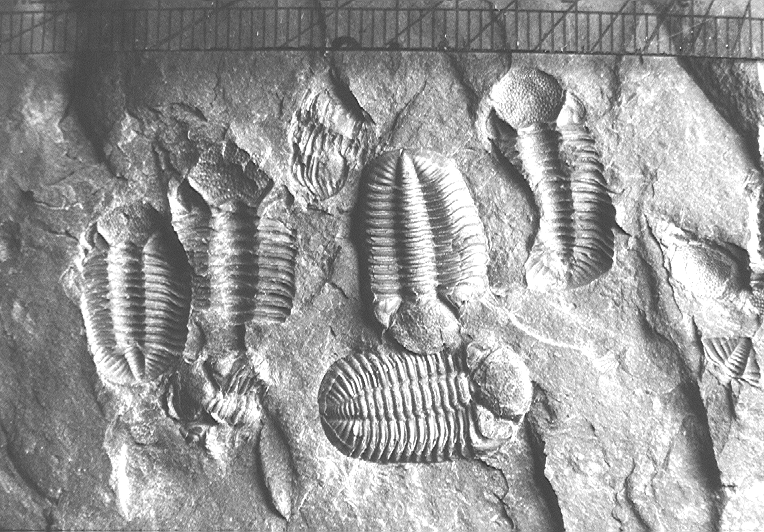
Fósseis de Trilobitas - Fósseis são objetos estudados pela Paleontologia

Paleontologia (do grego palaiós= antigo + óntos= ser + lógos= estudo) é a especialidade da biologia que estuda a vida do passado da Terra e o seu desenvolvimento ao longo do tempo geológico, bem como os processos de integração da informação biológica no registro geológico, isto é, a formação dos fósseis. O biólogo ou geólogo responsável pelos estudos dessa ciência é denominado de paleontólogo.
A vida na Terra surgiu há cerca de 3,8 bilhões de anos e, desde então, restos de animais e vegetais ou indícios das suas atividades ficaram preservados nas rochas. Estes restos e indícios são denominados fósseis e constituem o objeto de estudo da Paleontologia.
A paleontologia desempenha um papel importante nos dias de hoje pois, ao estudar o registro fóssil, é possível inferir a respeito do surgimento e evolução da vida na Terra. O objeto imediato de estudo da Paleontologia são os fósseis, pois são eles que, na atualidade, encerram a informação sobre o passado geológico do planeta. Contudo, esta é uma definição redutora, que limita o alcance da Paleontologia, pois os seus objetivos fundamentais não se restringem ao estudo dos restos fossilizados dos organismos do passado. A Paleontologia não procura apenas estudar os fósseis, procura também, com base neles, entre outros aspectos, conhecer a vida do passado geológico da Terra.
Uma vez que os fósseis são objetos geológicos com origem em organismos do passado, a paleontologia é a disciplina científica que estabelece a ligação entre as ciências geológicas e as ciências biológicas.

## Importância
A informação sobre a vida do passado geológico está contida nos fósseis e na sua relação com as rochas e os contextos geológicos em que ocorrem. O mundo biológico que hoje conhecemos é o resultado de milhares de milhões de anos de evolução. Assim, só estudando paleontologicamente o registo fóssil — o registo da vida na Terra — é possível entender e explicar a diversidade, a afinidade e a distribuição geográfica dos grupos biológicos actuais. Este tipo de estudo tornou-se viável através dos trabalhos de Georges Cuvier, que, mediante a aplicação das suas leis da anatomia comparada, comprovou o fenómeno da extinção e da sucessão biótica. Estas leis permitiram as reconstruções paleontológicas dos organismos que frequentemente eram encontrados no registo fossilífero somente de forma fragmentada, ou mesmo, apenas algumas partes fossilizadas. Desta maneira, os resultados do trabalho de Georges Cuvier possibilitaram, posteriormente, a elaboração de sequências evolutivas, que foram fundamentais para a defesa do evolucionismo.
Com base no princípio de que "o presente é a chave do passado", enunciado por Charles Lyell, partindo do conhecimento dos seres vivos atuais e ainda do seu estudo biológico, é possível extrapolar-se informações sobre os organismos do passado, como o modo de vida, tipo trófico, de locomoção e de reprodução, entre outros, fundamental para o estudo e a compreensão dos fósseis.
A partir dos fósseis, uma vez que são vestígios de organismos de grupos biológicos do passado que surgiram e se extinguiram em épocas definidas da história da Terra, pode fazer-se a datação relativa das rochas em que ocorrem e estabelecer correlações (isto é, comparações cronológicas, temporais) entre rochas de locais distantes que apresentem o mesmo conteúdo fossilífero. O estudo dos fósseis e a sua utilização como indicadores de idade das rochas são imprescindíveis, por exemplo, para a prospecção e exploração de recursos geológicos tão importantes como o carvão e o petróleo.

## Divisões
A paleontologia divide-se, conceitualmente, em diversas áreas, como, por exemplo a paleobiologia, área que estuda os conceitos evolutivos e ecológicos e foca-se menos na identificação de fósseis. É no seio da Paleobiologia que se insere a paleozoologia, o estudo dos fósseis de animais, e a paleobotânica, o estudo dos fósseis de plantas. Qualquer disciplina biológica aplicada aos organismos do passado geológico, por via do estudo dos fósseis, constitui uma subdisciplina paleobiológica: paleoecologia (que estuda os ecossistemas do passado), paleobiogeografia, paleoanatomia, paleoantropologia, paleoneurologia, paleomastozoologia, etc.
Outras disciplinas paleobiológicas transversais, que não estão limitadas a um dado grupo taxonómico, são, por exemplo:
- Micropaleontologia — que estuda os fósseis de organismos ou parte deles que necessitam de microscópio para serem visualizados;[1]
- Paleoicnologia — que estuda os vestígios fósseis, por exemplo, pegadas;[1]
- Tafonomia — que ainda se divide em Bioestrationomia, Diagênese e Tectônica, estuda a integração da informação biológica no registo geológico, ou seja, a formação dos fósseis[1] e das jazidas fossilíferas e do registo paleontológico;
- Biocronologia — que estuda o desenvolvimento temporal (a cronologia) dos eventos paleobiológicos, bem como as relações temporais entre entidades paleobiológicas (os organismos do passado) e/ou tafonómicas (os fósseis);
- Sistemática — que estuda a classificação de espécies fósseis.[1]

Ainda se faz uma subdivisão da paleobotânica e da micropaleontologia constituindo a paleopalinologia, que se dedica ao estudo de pólen e esporos, importantes para a datação.

## Diferença da Arqueologia
Os arqueólogos diferenciam-se dos paleontólogos porque não trabalham com restos de seres vivos - é uma ciência social. Um arqueólogo estuda as culturas e os modos de vida humana do passado a partir da análise de vestígios materiais. Um paleontólogo, entre outras coisas, é um biólogo ou geólogo, e estuda restos ou vestígios de diversas formas de vida (animal, vegetal, etc.) através da análise do que restou delas e da sua atividade biológica: pisadas, coprólitos, bioturbações, fósseis ósseos, etc.
A paleontologia estuda todos os organismos que viveram na Terra, incluindo a evolução dos primatas até o homem, mas não o ser humano como o conhecemos hoje, pois o estudo e seguimento da vida antropo-cultural restringe-se a disciplinas ligadas à Arqueologia, à Paleoantropologia, à Biologia e à Medicina. Normalmente, a Paleontologia estuda organismos mortos há mais de 11 000 anos; quando os vestígios ou restos possuem menos de 11 000 anos, podem ser denominados de subfósseis. De uma maneira muito simplificada, um paleontólogo estuda os restos ou vestígios de seres vivos desde o início da vida na Terra até hoje, incluindo os restos de hominídeos.

## Resumo da história da vida
A história evolutiva da vida remonta há mais de 3,8 bilhões de anos. A Terra foi formada há cerca de 4,57 bilhões de anos e, após a colisão que formou a Lua, uma grande quantidade de vapores de água foi liberadas pelos vulcões e milhões de anos depois, com o resfriamento gradual da atmosfera terrestre, o vapor se condensou e se precipitou na forma de chuva. A evidência mais clara da existência da vida na Terra data de cerca de 3 bilhões de anos, embora existam relatos do fóssil de uma bactéria de 3,4 bilhões de anos e de evidências geológicas da existência de vida há 3,8 bilhões de anos. Alguns cientistas admitem a hipótese da panspermia, onde a vida na Terra tenha iniciado através de meteoritos que abrigavam formas de vida primárias, mas a maioria das pesquisas concentra-se em várias explicações de como a vida poderia ter aparecido de forma independente na Terra.

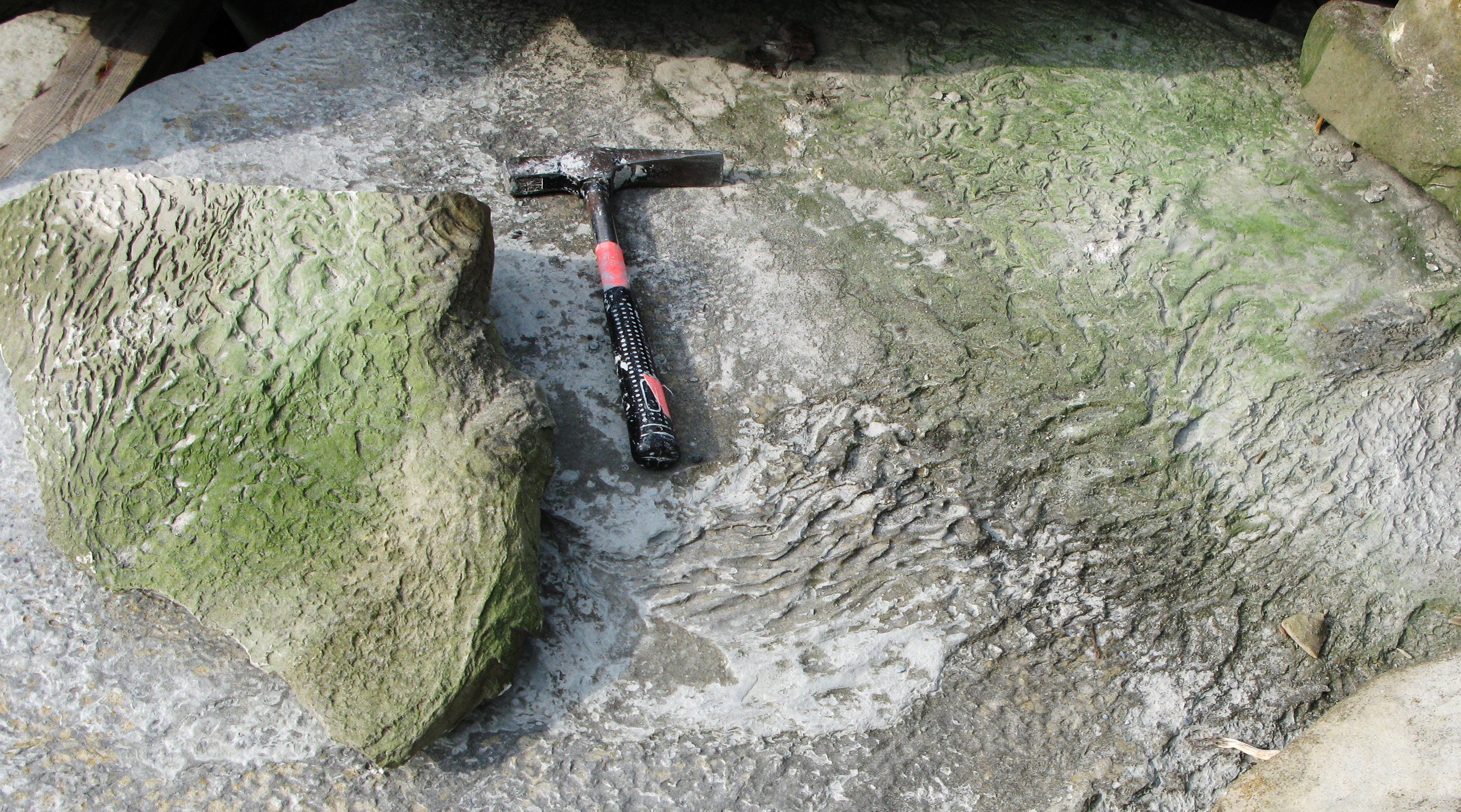
Esta textura em forma de "pele de elefante" é um vestígio fóssil de um tapete microbiano de não-estromatólitos A imagem mostra a localização, no Leito Burgsvik na Suécia, em que a textura foi identificado pela primeira vez.

Por cerca de 2 bilhões de anos, o tapete microbiano, colônias de várias camadas de diferentes tipos de bactérias, eram forma de vida dominante na Terra. A evolução da fotossíntese aeróbica os habilitou a desempenhar um papel importante na oxigenação da atmosfera há 2,4 bilhões de anos. Esta mudança na atmosfera aumentou sua eficácia como berçário da evolução. Enquanto os eucariontes, células com estruturas internas complexas, poderiam estar presentes no início, a sua evolução foi acelerada quando adquiriram a capacidade de transformar o oxigênio a partir de um veneno. Essa inovação pode ser herança dos eucariontes primitivos que transformavam o oxigênio saturado de bactérias através da Endossimbiose e transformando-os em organelos chamados mitocôndria. A evidência mais antiga de complexos eucariontes com organelos, como a mitocôndria, data de cerca de 1,85 bilhões de anos.
A vida multicelular é composta apenas por células eucarióticas e sua evidência mais antiga é do Grupo fóssil de Francevillian, de 2,1 bilhões de anos, embora a especialização das células para diferentes funções aparece pela primeira vez entre 1,43 bilhões de anos (um possível Fungi) e 1,2 bilhões de anos (provavelmente uma alga vermelha). A reprodução sexuada pode representar um pré-requisito à especialização das células, como um organismo multicelular assexuado pode estar em risco de ser tomado por células desonestas que retêm a capacidade de se reproduzir.

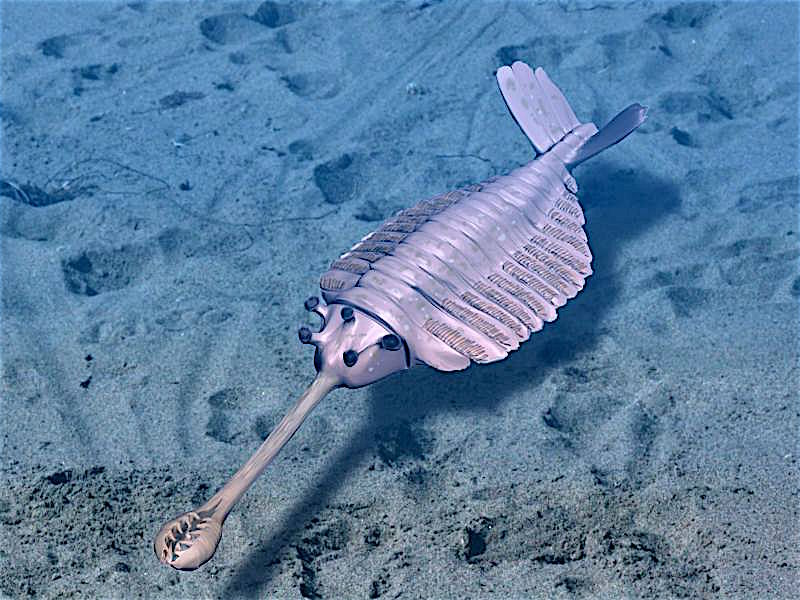
Opabinia fez a maior contribuição individual para despertar o interesse na explosão cambriana.

## História da paleontologia
Na Idade Média, os fósseis eram considerados criaturas misteriosas e, devido ao forte contexto religioso da época, muitos consideravam os fósseis como resultados de experimentos divinos para criar formas de vida “superiores” ou que eles eram uma amostra do poder da criação. Acredita-se que os gregos foram os primeiro que vincularam esses vestígios às formas de vida pretéritas. Mas ainda, pouco se sabia sobre leis e processos que ocorrem na Natureza.
A partir do século XVII, houve grandes avanços no pensamento geológico, que contribuíram para o nascimento da Paleontologia. Nesta época, o estudioso Nicolau Steno concluiu que a deposição de estratos rochosos ocorre sempre por ordem cronológica da base (a mais antiga) para o topo (a mais recente) da coluna estratigráfica. Esse princípio, chamado princípio da sobreposição das camadas, é um dos três princípios básicos da estratigrafia.

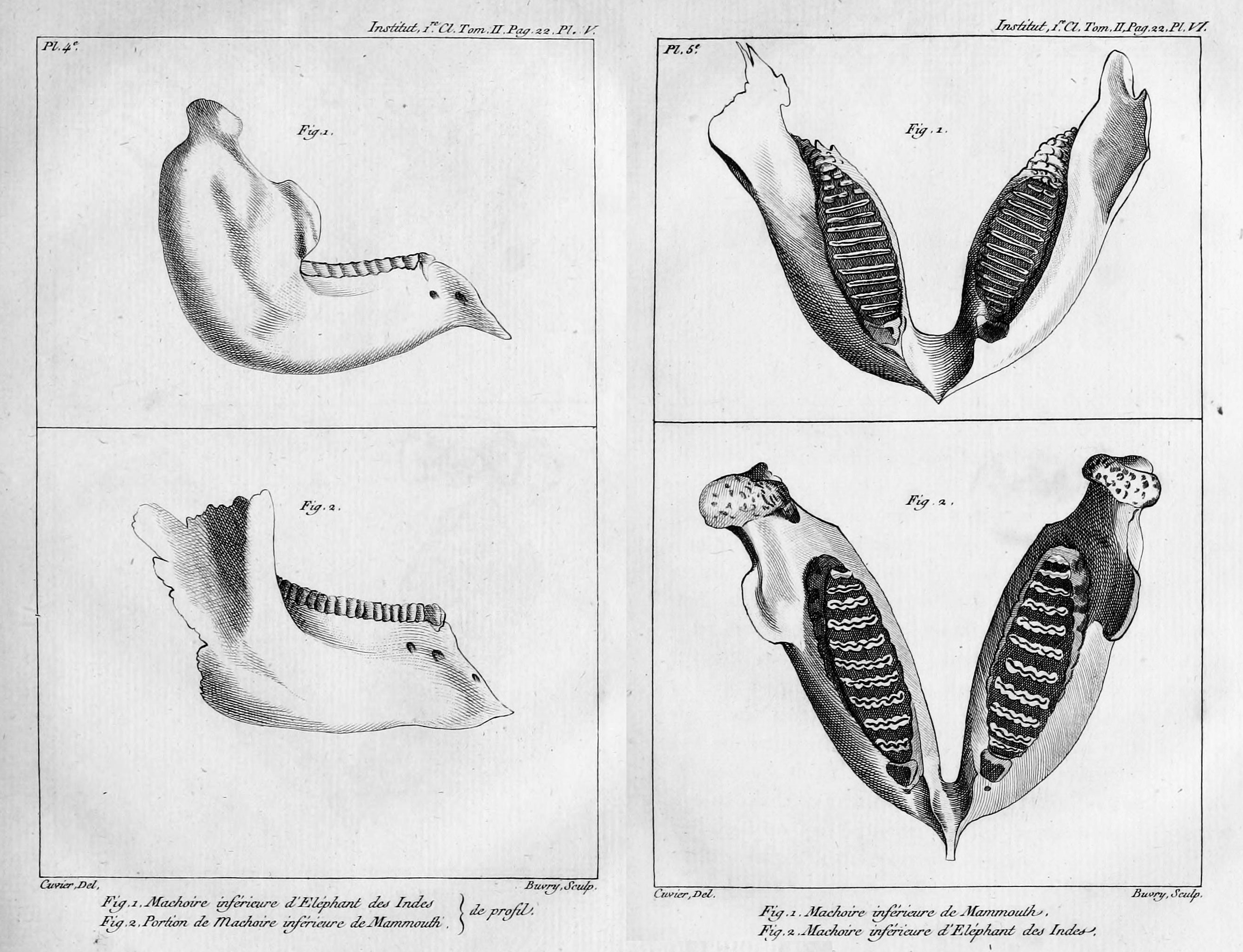
Ilustração de uma mandíbula de um elefante indiano e de um mamute (topo) do artigo de 1796 de Cuvier.

Embora a paleontologia tenha se estabelecido como ciência no início do século XIX, pensadores antigos já tinham registros da observação de fósseis. O filósofo grego Xenófanes (570–475 a.C) concluiu através da observação de fósseis de animais marinhos encontrados em localidades distantes do mar, que na antiguidade estes locais estiveram submersos.
Na idade moderna europeia, o estudo sistemático dos fósseis emergiu como parte das mudanças da filosofia natural que ocorreu com a Revolução Científica. Ao final do século XVIII o trabalho de Georges Cuvier estabeleceu a anatomia comparada como uma disciplina científica, culminando com a publicação de suas principais obras: Lições de anatomia comparada (Leçons d'anatomie comparée) de 1805, Recherches sur les ossemens fossiles (Investigações sobre ossadas fósseis) de 1812. e o Discurso sobre as Revoluções na Superfície do Globo de 1825
O aumento no conhecimento dos registros fósseis também desempenhou um papel crescente no desenvolvimento da geologia, em particular da estratigrafia. A primeira metade do século XIX via a atividade geológica e paleontológica tornar-se cada vez organizada, com o crescimento das sociedades geológicas e dos museus e um aumento dos geólogos e especialistas em fósseis. Interesse aumentado por razões que não eram puramente científicas, como a geologia e paleontologia que ajudaram a encontrar e explorar os recursos naturais, como o carvão.
Isto contribuiu para um rápido aumento do conhecimento sobre a história da vida na Terra e avançar na definição da escala de tempo geológico, em grande parte baseada em evidências fósseis. Em 1822, Henri Marie Ducrotay de Blanville, editor do Journal de Phisique, cunhou o termo "paleontologia" para se referir ao estudo de organismos vivos através de fósseis. Como o conhecimento da história da vida continuou a melhorar, tornou-se cada vez mais óbvio que havia algum tipo de ordem sucessiva para o desenvolvimento da vida. Isto encorajou teorias evolucionistas como a transmutação das espécies.
Depois de Charles Darwin publicar A Origem das Espécies, em 1859, muito do foco da paleontologia voltou-se para a compreensão dos caminhos evolucionários, incluindo a evolução humana, e a teoria da evolução.

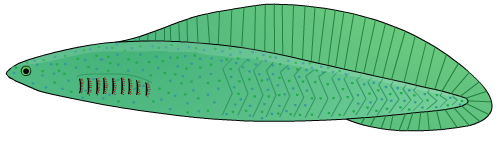
Haikouichthys, com cerca de 518 milhões de anos pode ser o mais antigo peixe conhecido.

A segunda metade do século XIX viu uma grande expansão da atividade paleontológica, especialmente na América do Norte. Fósseis encontrados na China, perto do fim do século XX têm sido particularmente importantes, pois têm fornecido novas informações sobre a evolução do animais, como os peixes, dinossauros e a evolução da aves. As últimas décadas do século XX tiveram um interesse renovado na extinção em massa e seu papel na evolução da vida na Terra. Havia também um grande interesse na explosão cambriana que, aparentemente, viu o desenvolvimento das estruturas corporais da maior parte dos filos animais. A descoberta de fósseis da biota Ediacarana e o aumento do conhecimento da paleobiologia sobre a história da vida antes do cambriano. Os vertebrados permaneceram num grupo obscuro até o aparecimento do primeiro peixe com mandíbulas no Ordoviciano Superior. A crescente conscientização do trabalho pioneiro de Gregor Mendel sobre a genética levou em primeiro lugar ao desenvolvimento da genética populacional e, em seguida, à síntese evolutiva moderna, que explica a evolução como o resultado de eventos como a mutação e a transferência horizontal de genes, que fornecem a variação genética, com a deriva genética e a seleção natural, levando a mudanças nesta variação ao longo do tempo. Em poucos anos, o papel e o funcionamento do DNA na herança genética foram descobertos, levando ao que hoje é conhecido como o Dogma Central da Biologia Molecular.